# Тре сореле (легенда)
Легенда о Тре сореле (итал. Tre sorelle - Три сестре) јединствена је традиционална прича народног духа у Боки Которској и једна од најпознатијих од десетине очуваних легенди Боке. То је прича о несрећној љубави три сестре према истом поморцу. Ова легенда се у Боки которској препричава вековима, а потекла је из Прчања, места у близини Котора. Неодвојиви је део палате Тре сореле, саграђене у 15. веку.
Многи савремени аутори бавили су се у својим делима проучавањем како легенде тако и саме грађевине, као њеног неодвојивог дела. Легенда о три сестре Бућа из Прчања публикована је много пута и често је била мотив ствараоцима различитих профила. Међу најпознатијим таквим делима је драма „Тре сореле” Стевана Копривице која се, као позоришна представа, игра од 2004. године.
Легенда је заштићена као нематеријално културно добро Црне Горе.

## О легенди
Као и све легенде, и легенда о три сестре нема аутора, већ се вековима преноси „од уста до уста”. Причала се вековима, а прича се и данас. То је прича о три верне сестре коју су сву своју љубав поклониле једном човеку – и то истом. У Прчању се и данас налази палата у којој су, према легенди, живеле. До недавно су на палати постојала три прозора од којих су два била зазидана, али је неки од скорашњих власника отворио један од њих. Легенда о Тре сореле заштићена је као нематеријално културно наслеђе Црне Горе.

### Легенда
Три сестре, Фиомена, Грацијана и Рина (негде Нера, Бјанка и Роза) биле су надалеко познате по својој лепоти, поштењу и честитости. Све три заљубиле су се у истог младог капетана Јерка Новањанина. На њихову жалост, овај херцегновски морнар био је несталне природе и никако није могао да се одлучи која од сестара му се највише свиђа. зато је решио да се отисне на дугу пловидбу да би о свему добро размислио, а сестру која га буде чекала на повратку узеће за жену.
Сестре су стрпљиво чекале, свака на свом прозору, сваки брод и једрењак који је упловљавао у залив, надајући се да ће на једном од њих допловити и капетан Јерко. Време је пролазило, сестре су стариле, па су направиле договор да ће, када једна од њих умре, друге зазидати прозор. Тако би и Јерко, када се буде вратио, могао да види да сестра чији је прозор зазидан није више жива и више га не чека. Када је најстарија сестра умрла, остале су зазидале њен прозор, јер више кроз њега није имао ко да гледа. Затим је и друга сестра умрла не дочекавши свог морнара, а трећа сестра је зазидала и њен прозор. Када је умрла и најмлађа више није било никога ко би могао да зазида и њен прозор, те је он остао отворен. Један стих у   песми о Тре сореле каже: ”... Трећи прозор ко да слуша шум далеких океана...” Према истој легенди, капетан Јерко се никада није вратио, нити се икада чуло било шта о њему.

## Палата Тре сореле
Историјски подаци о подизању саме грађевине око које је настала легенда врло су оскудни. Тачно време настанка палате није познато, али стручњаци сматрају да је саграђена у 15. веку. Смештена је у југоисточном делу Прчања, непосредно уз обалу. У писаним изворима палата се први пут помиње у 16. веку, у канонским визитацијама которских бискупа, као Villa trium sororum, што јој је и данас званично име. Верује се да је била летњиковац которске племићке породице Бућа, чији се грб налази на неколико места на згради. Међутим, недавно је у италијанским архивима пронађена документација о изградњи палате која би могла променити ова уверења.
Ова палата необичног изгледа и скромних димензија је најстарија грађевина у Прчању, а истовремено и једина у целини сачувана готичка палата у Боки, изван Котора. Састоји се из три скоро идентична, међусобно спојена дела, али са посебним крововима. Због тога је, преко маштовитих легенди и добила име палата Тре сореле.
Данас ова палата представља једну од главних туристичких атракција и препоручује се туристима у Црној Гори као место које се мора посетити. Нажалост, о овом здању црногорске власти мало воде рачуна, па палата није у најбољем стању.

### Девастирање палате
Дуго је ова палата била препознатљива по два зазидана и једном отвореном прозору. Међутим, како је временом мењала власнике тако су је они преуређивали по свом укусу. Тако се данас на палати види само један зазидани прозор, што одудара од чувене легенде која стоји иза ове палате.

## Драматизација
Према овој легенди драмски писац Стеван Копривица написао је истоимену драму „Тре сореле”. Драма је премијерно изведена у Звездара театру 2004. године и играна је до 2011. Обновљена и донекле промењена, у режији Милана Караџића, поново је почела да се игра у овом позоришту после скоро десет година. Обновљена представа премијерно је изведена 7. фебруара 2020.
У Црној Гори представа „Тре сореле“ премијерно је изведена 23. јула 2016. године на Цетињу као дипломска представа тадашњих студената треће године цетињског Факултета драмских умјетности, од када се игра и у другим црногорским градовима.